# Кардица
Кардица, је управно седиште истоимене префектуре Кардица, у оквиру периферије Тесалије у средишњем делу Грчке.
Кардица је у земљи позната као „пријатељски град за бициклисте“, а према једној студији ча 30% месног превоза обави се бициклом. 

## Природни услови
Град Кардица налази се у југозападном делу Тесалијске равнице, на реци Пинејос. Западно од града уздиже се масив Пинда. Надморска висина града је 108 м.
Клима у Кардици је измењена варијанта средоземне климе, типична за грчку унутрашњост, а за коју су особена изузетно жарна лета и хладније зиме са не баш тако ретким снегом.

## Историја
Подручје Кардице ушло у цивилизацијске токове времена старе Грчке. Касније подручјем владају античка Македонија и Рим, а у средњем веку град је био највише у оквиру Византије, кратко под Бугарском и Србијом, да би у 15. веку град пао под отоманску власт. Под Турцима Трикала остаје следећа 4 века. Град припада савременој Грчкој 1881.

## Становништво
Трикала је четврти по величини град Тесалије. Становништво су углавном етнички Грци. Током протеклих пописа кретање становништва је било следеће:
| 1981.  | 1991.  | 2001.  |
| ------ | ------ | ------ |
| 27.532 | 30.067 | 37.768 |

Кретање броја становника у општини по пописима:
| 1991.  | 2001.  | 2011.  |
| ------ | ------ | ------ |
| 55.702 | 57.089 | 56.747 |

## Привреда
Кардица је привредни центар, пољупривредно оријентисаног региона у коме се налази. У околини постоји велики број малих предузећа који се баве производњом дувана, воћа, поврћа и памука, а, у вези са тим, у граду доминира прехрамбена индустрија. Јака пољопривреда традиција била је разлог успостављања месног ветеринарског факултета.